# Euzophera nessebarella
Euzophera nessebarella is een vlinder uit de familie snuitmotten (Pyralidae). De wetenschappelijke naam is voor het eerst geldig gepubliceerd in 1962 door Soffner.
De soort komt voor in Europa.